# Bumper (U-Boot)
Die USS Bumper (SS-333) war ein U-Boot der Balao-Klasse. Es wurde von der Pazifikflotte der US Navy während des Zweiten Weltkriegs im Pazifik gegen Japan eingesetzt. Das Boot wurde später in die Türkei verkauft und diente unter dem Namen TCG Çanakkale (S 333) von 1950 bis 1976 in der türkischen Marine.
Das Boot war das einzige Schiff der US Navy, welches den Namen Bumper trug. Der Name bezeichnet eine Art der Stachelmakrelen mit der wissenschaftlichen Bezeichnung Chloroscombrus chrysurus.

## Technik und Bewaffnung
Die Bumper war ein diesel-elektrisches Patrouillen-U-Boot der Balao-Klasse. Die Balao-Klasse wurde gegenüber der Gato-Klasse nur geringfügig verbessert und war wie jene für lange offensive Patrouillenfahrten im Pazifik ausgelegt. Insbesondere die Tauchtiefe wurde, basierend auf den Erfahrungen während des Krieges gegen Japan, vergrößert und der Innenraum verbessert. Äußerlich und in ihren Dimensionen glichen sich die Boote beider Klassen weitgehend.

### Technik
Die Bumper war 95 Meter lang und 8,3 Meter breit, ihr Tiefgang betrug maximal 5,1 Meter. Aufgetaucht verdrängte sie 1526 ts, getaucht 2424 ts. Der Antrieb erfolgte durch vier 16-Zylinder-Dieselmotoren von General Motors, Modell 16-278A, die je 1000 kW (1350 PS) Leistung brachten. Unter Wasser wurde das U-Boot durch vier Elektromotoren mit insgesamt 2740 PS angetrieben, die ihre Energie aus zwei 126-zelligen Akkumulatoren bezogen. Die Motoren gaben ihre Leistung über ein Getriebe an zwei Wellen mit je einer Schraube ab. Die Geschwindigkeit betrug aufgetaucht maximal 20,25 Knoten, getaucht schaffte die Bumper noch 8,75 Knoten. Die mögliche Tauchzeit betrug 48 Stunden, die maximale Konstruktionstauchtiefe lag bei 120 Metern. In den Treibstofftanks konnten 440 Kubikmeter Dieselkraftstoff gebunkert werden, damit hatte das Boot einen Fahrbereich von 11.000 Seemeilen bei 10 Knoten.

### Bewaffnung
Die Hauptbewaffnung der Bumper bestand aus zehn 533-mm-Torpedorohren, sechs im Bug, vier achtern, für die sich 24 Torpedos an Bord befanden. Vor und hinter dem Turm war jeweils ein 5-Zoll-Deckgeschütz mit 25 Kalibern länge montiert, die zur Bekämpfung von Seezielen sowie zum Landbeschuss geeignet waren. Auf dem Wintergarten waren eine 20-mm-Oerlikon-Maschinenkanone und eine 40-mm-FlaK untergebracht. Zusätzlich konnten zwei 12,7-mm-Maschinengewehre bei Bedarf an diversen Positionen des Schiffs montiert und nach Gebrauch wieder im Boot verstaut werden. Zur Ortung feindlicher Schiffe verfügte die USS Bumper über ein JK/QC- und ein QB-Sonar unter dem Bug, an Deck waren JP-Hydrophone installiert. Am ausfahrbaren Elektronikmast war ein SD-Radar mit 20 Seemeilen Aufklärungsreichweite zur Ortung feindlicher Flugzeuge angebracht, zusätzlich verfügte das U-Boot über ein SJ-Oberflächensuchradar mit etwa zwölf Seemeilen Reichweite. Im getauchten Zustand konnte über das am Periskop angebrachte ST-Radar mit acht Seemeilen Reichweite ebenfalls eine Ortung feindlicher Schiffe erfolgen.

### GUPPY I
Vor dem Verkauf des U-Bootes an die Türkei wurde die Bumper noch modernisiert, wobei das äußere Erscheinungsbild anschließend weitestgehend dem eines gemäß GUPPY I umgebauten U-Bootes entsprach. Daten über die vorgenommenen Modifikationen liegen nicht vor. Äußerlich sichtbar sind der stromlinienförmigere Turm des U-Bootes mit verändertem Segel und geringfügig modifizierten Sensoren (Periskope, Radar) sowie die entfernten 12,7 Decksgeschütze, 4,0 cm FlaK und 2,0 FlaK. Der Bug blieb anders als bei späteren GUPPYs weiterhin in der für die Flotten-U-Boote der US-Navy im Zweiten Weltkrieg typischen V-Form erhalten, was darauf hindeutet, das kein modernes Bugsonar eingebaut wurde.

## Einsatzgeschichte
Der Rumpf des U-Bootes mit der Nummer SS-333 wurde am 14. November 1943 bei Electric Boat in Groton, Connecticut auf Kiel gelegt und lief am 6. August 1944 vom Stapel, wobei das U-Boot auf den Namen USS Bumper getauft wurde. Taufpatin war Mrs. Joseph W. Williams Jr., die Ehefrau des designierten ersten Kommandanten des U-Bootes. Die Indienststellung erfolgte am 9. Dezember 1944. Als erster Kommandant der Bumper übernahm Commander J. W. Williams Jr. die Befehlsgewalt über das neue U-Boot.

### Zweiter Weltkrieg
Nach erfolgter Seeerprobung, Übungsfahrten und dem Transfer in den Pazifik nach Pearl Harbor kam die USS Bumper gerade noch rechtzeitig, um zwischen dem 22. April und dem 15. August 1945 zwei Feindfahrten gegen Japan zu absolvieren. Die Einsatzgebiete während der beiden Feindfahrten waren die Javasee, das Südchinesische Meer und der Golf von Siam. Eine der Hauptaufgaben auf beiden Fahrten war neben der Bekämpfung der feindlichen Schifffahrt die Unterstützung von Luftangriffen durch Einnehmen von Positionen zur Rettung abgestürzter Flugzeugbesatzungen ("lifeguard duty").
Die beiden Feindfahrten waren zum Teil erfolgreich. Kurz vor Kriegsende war der Schiffsbestand der Japaner bereits stark reduziert, so dass Angriffe auf lohnende Ziele kaum mehr möglich waren. Insgesamt beanspruchte die Bumper die Versenkung von sieben feindlichen Einheiten. Die Torpedierung des 1.189 ts großen Tankers Kyoei Maru Nr. 3 war der größte Erfolg des Bootes und zugleich der einzige, der nach dem Krieg durch das Joint Army-Navy Assessment Committee (JANAC) bestätigt wurde. Dieser wurde nach vorhergehender zweiwöchiger Verfolgung des Geleitzuges und einigen erfolglosen Angriffen mit den letzten drei Torpedos des U-Bootes angegriffen und versenkt. Sechs weitere Schiffe wurden während der zweiten Feindfahrt vernichtet, allesamt durch Artilleriebeschuss. Mit dem Einlaufen in Fremantle am Ende der zweiten Feindfahrt endete der Zweite Weltkrieg auch für die Bumper.

### Nachkriegszeit
Nach dem Krieg verblieb die Bumper zunächst im Pazifik und verlegte vom 31. August bis zum 9. September nach Subic Bay und operierte anschließend von dort aus überwiegend in philippinischen Gewässern. Im Februar 1946 verlegte das Boot nach San Francisco, um sich Reparaturen und Wartungsarbeiten zu unterziehen. Nach dem Werftaufenthalt operierte die Bumper bis Anfang 1950 von Pearl Harbor aus. Neben dem Routinedienst in den Gewässern vor Hawaii unternahm die Bumper zwei längere Reisen in den Westpazifik und nach Ostasien. Dabei lief sie die Philippinen, die Karolinen, Tsingtau, Hongkong, Sasebo, Okinawa, Yokosuka und Midway an. Einige Wochen war sie dabei mit der Northern Training Group, Western Pacific im Gelben Meer im Einsatz. Unterbrochen wurde der Dienst durch einen weiteren Werftaufenthalt im ersten Halbjahr 1948.
Am 7. Februar 1950 verließ die Bumper Pearl Harbor, passierte am 22. Februar den Panamakanal und operierte anschließend einige Monate entlang der Ostküste der Vereinigten Staaten, bis sie schließlich am 16. September 1950 außer Dienst gestellt wurde.

### TCGÇanakkale(S 333)
Im Rahmen eines Abkommens zwischen den Vereinigten Staaten und der Türkei erhielten die türkischen Streitkräfte amerikanische Waffenlieferungen, darunter auch einige U-Boote. Eines der ersten U-Boote, das an die Marine der Türkei ging, war die USS Bumper. Im Zuge des Verkaufs wurde sie von der Türkei in TCG Çanakkale umbenannt. Vor dem Verkauf an die Türkei wurde das U-Boot im Rahmen des GUPPY-Programms modernisiert. Das U-Boot blieb bis 11. August 1976 im Dienst der türkischen Marine.

## Erfolge und Auszeichnungen

### Erfolge 1945
Während ihrer Dienstzeit im Zweiten Weltkrieg nahm die Bumper an Kampfhandlungen teil und erzielte dabei folgende Erfolge gegen japanische Schiffe.
- unbekannt, Schoner, ca. 100 ts, versenkt durch Geschützfeuer am 15. Juli 1945
- unbekannt, Tanker, ca. 800 ts, versenkt durch Torpedotreffer am 17. Juli 1945
- Kyoei Maru Nr.3, Tanker, 1.189 ts, versenkt durch Torpedotreffer am 20. Juli 1945
- Kyoraku Maru Nr.3, Patrouillenboot, 38 ts, versenkt durch Geschützfeuer, 20. Juli 1945
- unbekannt, Küstenmotorschiff, ca. 100 ts, versenkt durch Geschützfeuer, 5. August 1945
- unbekannt, Schlepper, ca. 100 ts, versenkt durch Geschützfeuer, 5. August 1945
- unbekannt, Logger, ca. 100 ts, versenkt durch Geschützfeuer, 5. August 1945

Von diesen Erfolgen wurde durch JANAC lediglich die Versenkung der Kyoei Maru Nr. 3 offiziell bestätigt. Ein Grund dafür kann sein, dass die übrigen Schiffe zu klein waren und daher ihr Verlust in die offiziellen japanischen Berichte keinen Eingang fand.

### Auszeichnungen
Für ihre zweite Feindfahrt wurde die Bumper mit einem Battle Star ausgezeichnet.